# Paumarí
Paumarí (Palmari, Pamari), pleme Arauan Indijanaca naseljeni poglavito duž rijeke Purus u brazilskoj državi Amazonas, porijeklom od starog naroda Purupurú, a poznati su kao "nômades do Purus"  'nomadi s Purusa' .
Paumari su najsrodniji Juberima, plemenu također nastalo raspadom iste populacije. Poznati su po svojoj orijentaciji prema vodi, a njihove kuće uz obale rijeka izgrađene su na pilonima zabitim u tlo. 
Ribolov i zemljoradnja temelj je njihova opstanka. Riba se jede svaki dan, dok o lovu nisu toliko ovisni. Danas Paumari žive u 3 ili 4 sela na Purusu a imaju nekoliko rezervata: Caititu, na rijeci río Ituxi; Paumari do Lago Marahã, 320 s plemenom Ipurina; Paumari do Rio Ituxi, kod grada Lábrea (50; 1988); i Paumari do Cunhuã, s još jednim plemenom. 
Populacija: 700 (1994 SIL). Svoj jezik nazivaju Pamoari, a govore dijalektima paumari (pammari), kurukuru (curucuru) i uaiai.